# Котівка (Підляське воєводство)
Котівка (Котувка, пол. Kotówka) — село в Польщі, у гміні Гайнівка Гайнівського повіту Підляського воєводства. Населення — 73 особи (2011).

## Історія
Вперше згадується в XVIII столітті.

## Демографія
Демографічна структура станом на 31 березня 2011 року:
|          | Загалом | Допрацездатний вік | Працездатний вік | Постпрацездатний вік |
| -------- | ------- | ------------------ | ---------------- | -------------------- |
| Чоловіки | 33      | 7                  | 19               | 7                    |
| Жінки    | 40      | 6                  | 16               | 18                   |
| Разом    | 73      | 13                 | 35               | 25                   |